# Кадук жовтосмугий
Кадук жовтосмугий (Dichrozona cincta) — вид горобцеподібних птахів родини сорокушових (Thamnophilidae). Мешкає в Амазонії. Це єдиний представник монотипового роду Жовтосмугий кадук (Dichrozona).

## Опис
Довжина птаха становить 9-10 см, вага 14-15,5 г. Хвіст короткий, дзьоб довгий, тонкий. Виду притаманний статевий диморфізм. У самців верхня частина тіла каштанова, над очима вузькі білі "брови", нижня частина спини і надхвістя чорні, поцятковані помітними білими смужками, крила чорні з двома помітними охристими смугами, крайні стернові пера білі. Нижня частина тіла біла, на грудях чорна смуга, сформоана низкою плямок. У самиць надхвістя охристе, нижня частина тіла більш охриста.

## Підвиди
Виділяють три підвиди:
- D. c. cincta (Pelzeln, 1868)[6] — східна Колумбія. південна Венесуела і північно-західна Бразилія;
- D. c. stellata (Sclater, PL & Salvin, 1880) — схід Еквадору і Перу, захід Бразилії;
- D. c. zononota Ridgway, 1888 — захіж центральної Бразилії, північ Болівії.

## Поширення і екологія
Жовтосмугі кадуки мешкають в Колумбії, Еквадорі, Перу, Болівії, Бразилії і Венесуелі. Вони живуть у вологих рівнинних тропічних лісах з відкритим підліском. Зустрічаються поодинці або парами, на висоті до 800 м над рівнем моря, переважно на висоті до 450 м над рівнем моря. Не приєднуються до змішаних зграй птахів. Живляться комахами та іншими безхребетними, яких шукають на землі. Гніздо чашоподібне, розміщується в чагарниках.